# Rdeča kraljevina
Rdeča kraljevina, znana tudi pod tujimi imeni; kraljevina crvena, Königstraube, Portoghese rosso, Portugais rouge je stara domača sorta vinske trte, ki daje grozdje za pridelavo belega vina.
Kraljevina izvira iz Posavja in Hrvaške, uspeva pa v vseh zemljah, najbolje v lapornatih tleh. Zahteva boljše vinogradniške lege s precej sonca in zelo dobro prenaša sušo, burjo in točo, ker je dobro pokrita z listjem. Občutljiva je za oidij in črno pegavost in peronosporo, čeprav slednjo dobro prenaša. Občutljiva je tudi na pozebo. Ta sorta doseže visoko stopnjo sladkorja. Enoletni les je svetlo sivo rjave barve. Rodi obilno, dozoreva zgodaj in je nagnjena h gnilobi.
To je srednje pozna sorta, ki pomladi pozneje brsti. V osojnih legah lahko ostane povsem zelena, zato ljudje pogosto zmotno mislijo, da je to druga sorta. Različna obarvanost jagod pa je odvisna le od letine, lege, bujnosti trte in njene starosti.
Grozd kraljevine je srednje velik, zbit in razvejan. Jagode so okrogle in nekoliko podolgovate rdeče ali rdečkaste barve in pokrite z voščeno prevleko in drobnimi pikicami. Listje je srednje veliko in nakazuje petdelnost z ostrimi listnimi zobci. Na gornji strani je temno na spodnji pa bledo zeleno.
Kraljevina daje navadno namizno vino svetlo rumenkasto zelenkaste barve brez izrazitega vonja in okusa. Običajno ima nižjo alkoholno stopnjo, je kiselkasto in osvežujoče. Največkrat se ga ponuja kot mlado vino, običajno pa se meša z drugimi sortami z bogatejšim značajem. Je nepogrešljivo vino v sestavu znamenitega cvička na Dolenjskem, kjer je na Slovenskem tudi najbolj pogosta.